# العلاقات المالطية الميكرونيسية
العلاقات المالطية الميكرونيسية هي العلاقات الثنائية التي تجمع بين مالطا وولايات ميكرونيسيا المتحدة.

## مقارنة بين البلدين
هذه مقارنة عامة ومرجعية للدولتين:
| وجه المقارنة                                              | مالطا                                                     | ولايات ميكرونيسيا المتحدة |
| --------------------------------------------------------- | --------------------------------------------------------- | ------------------------- |
| المساحة (كم2)                                             | 316                                                       | 702                       |
| عدد السكان (نسمة)                                         | 465.29 ألف                                                | 105.54 ألف                |
| الكثافة السكانية (ن./كم²)                                 | 147.24 ألف                                                | 15.03 ألف                 |
| العاصمة                                                   | فاليتا                                                    | باليكير                   |
| اللغة الرسمية                                             | اللغة المالطية، لغة إنجليزية                              | لغة إنجليزية              |
| العملة                                                    | يورو، ليرة مالطية                                         | دولار أمريكي              |
| الناتج المحلي الإجمالي (بليون دولار)                      | 12.54 مليار                                               | 336.43 مليون              |
| الناتج المحلي الإجمالي (تعادل القوة الشرائية) بليون دولار | 14.68 مليار                                               | 365.27 مليون              |
| الناتج المحلي الإجمالي الاسمي للفرد دولار أمريكي          | 22.60 ألف                                                 | 3.02 ألف                  |
| الناتج المحلي الإجمالي للفرد دولار أمريكي                 |                                                           |                           |
| مؤشر التنمية البشرية                                      | 0.839                                                     | 0.640                     |
| رمز المكالمات الدولي                                      | +356                                                      | +691                      |
| رمز الإنترنت                                              | .mt                                                       | .fm                       |
| المنطقة الزمنية                                           | توقيت وسط أوروبا، ت ع م+01:00، ت ع م+02:00، أوروبا/مالطا ‏ |                           |

## منظمات دولية مشتركة
يشترك البلدان في عضوية مجموعة من المنظمات الدولية، منها:
| علم المنظمة | اسم المنظمة                               | تاريخ انضمام مالطا | تاريخ انضمام ولايات ميكرونيسيا المتحدة |
| ----------- | ----------------------------------------- | ------------------ | -------------------------------------- |
|             | منظمة حظر الأسلحة الكيميائية              | ?                  | ?                                      |
|             | البنك الدولي للإنشاء والتعمير             | 26 سبتمبر 1983     | 24 يونيو 1993                          |
|             | المركز الدولي لتسوية المنازعات الاستشارية | 3 ديسمبر 2003      | 24 يوليو 1993                          |
|             | الأمم المتحدة                             | 1 ديسمبر 1964      | 17 سبتمبر 1991                         |
|             | يونسكو                                    | 10 فبراير 1965     | 19 أكتوبر 1999                         |
|             | وكالة ضمان الاستثمار متعدد الأطراف        | 12 سبتمبر 1990     | 11 أغسطس 1993                          |
|             | مؤسسة التمويل الدولية                     | 1 يونيو 2005       | 24 يونيو 1993                          |
|             | الاتحاد الدولي للاتصالات                  | 1965               | 18 مارس 1993                           |

## وصلات خارجية
- موقع وزارة الخارجية المالطية